# Plecoptera taeniata
Plecoptera taeniata är en fjärilsart som beskrevs av W. Warren 1912. Plecoptera taeniata ingår i släktet Plecoptera och familjen nattflyn. Inga underarter finns listade i Catalogue of Life.